# Улица Хуго Целминя
Улица Ху́го Це́лминя (латыш. Hugo Celmiņa iela) — улица в Курземском районе города Риги, в историческом районе Агенскалнс, на Кливерсале. Начинается от улицы Кугю, пролегает в северо-западном направлении и заканчивается тупиком после перекрёстка с улицей Триядибас. В средней части пересекается с улицей Кливеру, с другими улицами не пересекается. Длина улицы Хуго Целминя составляет 301 метр.
Начало улицы представляет собой проезд между домами 13 и 15 по улице Кугю, который продолжается как внутриквартальный проезд, переходящий в пешеходную дорожку, выводящую во двор дома № 5 по ул. Хуго Целминя; далее имеет вид полноценной благоустроенной улицы с тротуарами. На всём протяжении асфальтирована, разрешено двустороннее движение. Общественный транспорт не курсирует.

## История
В городских адресных книгах улица впервые упоминается в 1860 году под названием 2-я Амбарная улица (нем. 2. Ambarenstrasse, латыш. 2. Spīķeru iela), однако она показана (без названия) уже на городском плане 1803 года. На плане Риги 1867 года и более поздних лет современная улица Хуго Целминя обозначена как Троицкая (нем. Trinitatis Strasse, латыш. Trinitātes iela) — по старой Троицкой церкви, здание которой стояло на нынешней улице Триядибас. Однако с 1923 по 1950 год название Trijādības iela носила именно нынешняя улица Хуго Целминя.
В 1950 году улица получила название Старая Русас — в честь города Старая Русса, в окрестностях которого зимой 1941-1942 годов вела кровопролитные бои 201-я Латышская стрелковая дивизия.
В 2021 году депутаты Рижской думы выступили с инициативой переименовать улицу Старая Русас в честь Валентины Ласмане — одного из организаторов латвийского сопротивления в годы Второй мировой войны. Наконец, 14 декабря 2022 года Рижская дума постановила переименовать улицу Старая Русас в честь латвийского политического деятеля межвоенного периода Хуго Целминьша, премьер-министра Латвии в 1924–1925 и 1928–1931 годах. Официальное изменение адресов зданий произошло в начале 2023 года.
До 1940-х годов улица доходила до берега Агенскалнского залива, однако после окончания Второй мировой войны находившийся там судоремонтный завод был расширен и к нему подвели железнодорожную ветку, из-за чего длина улицы сократилась.
На улице Хуго Целминя сохранилось несколько старинных зданий, но ни одно из них не признано памятником архитектуры.

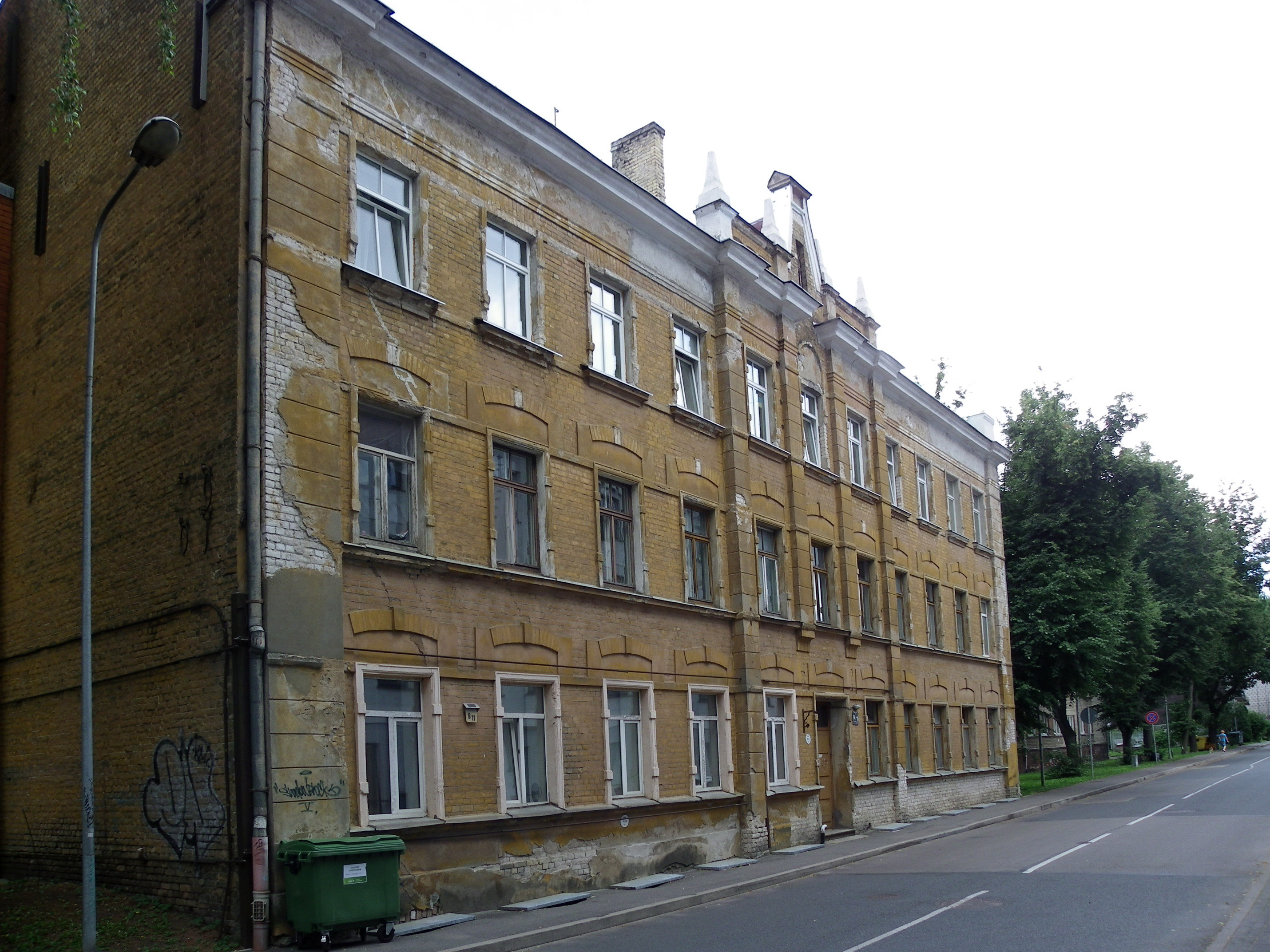
Дом № 9/11
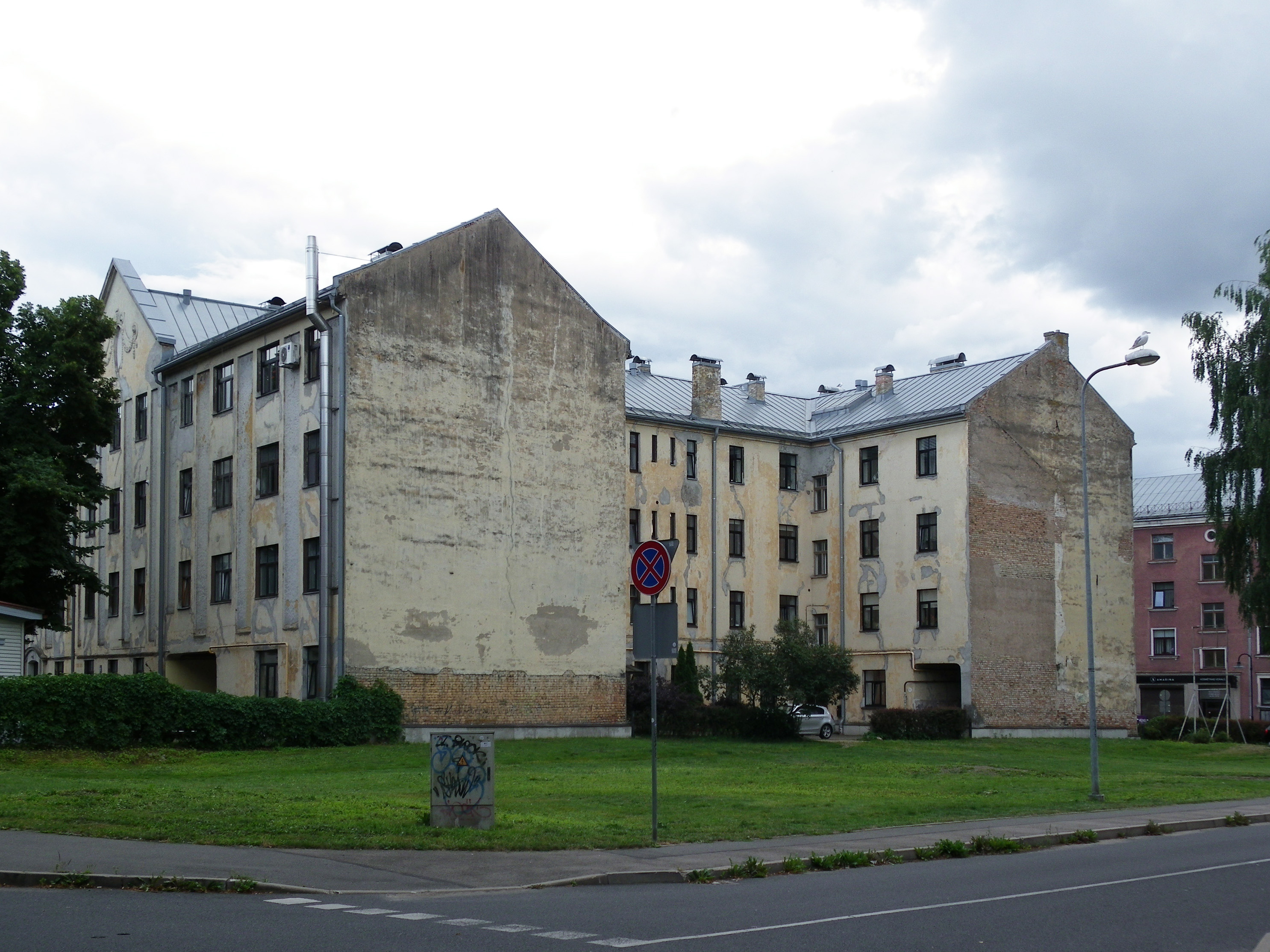
Дом № 12
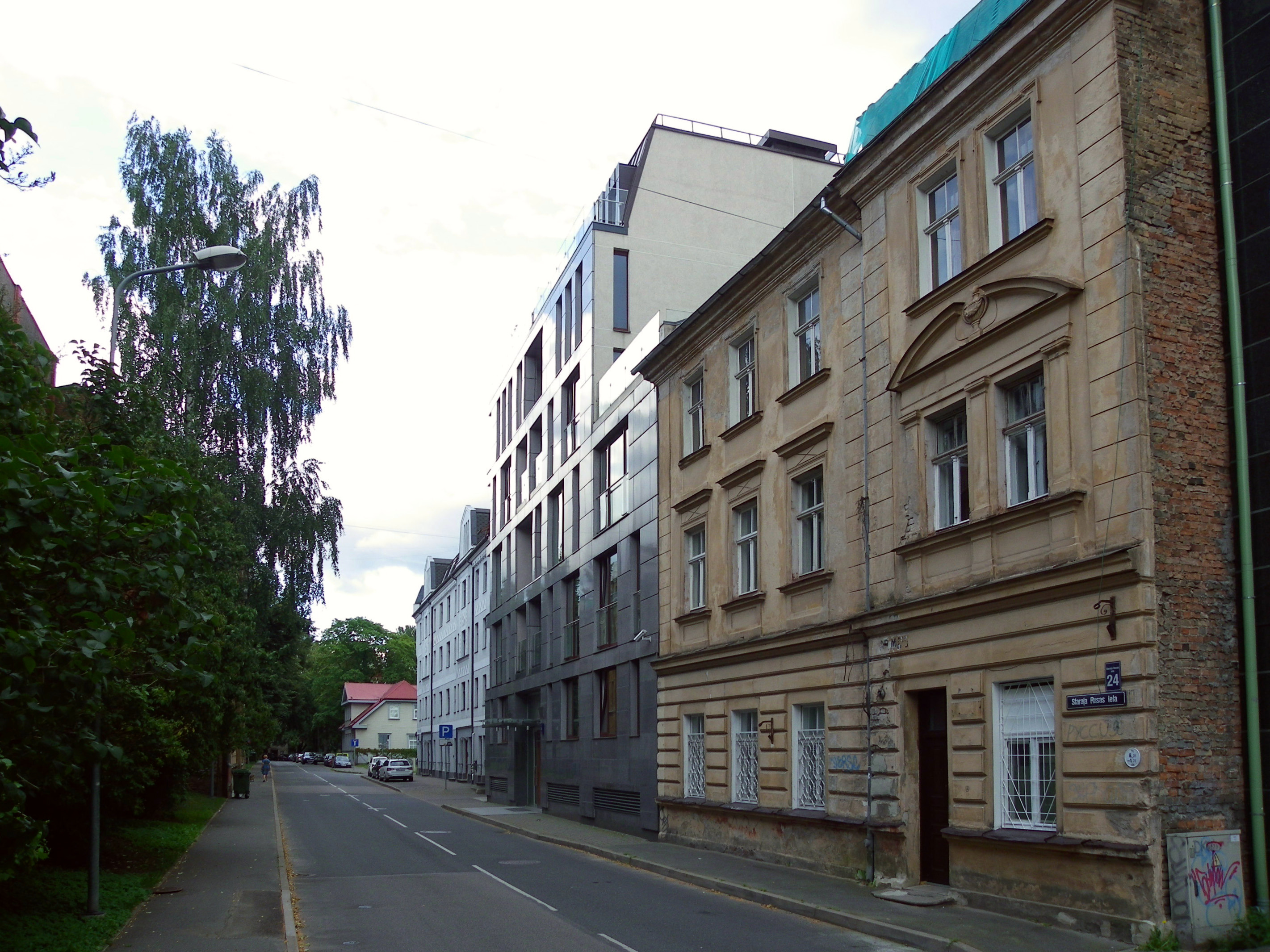
Вид от дома № 24
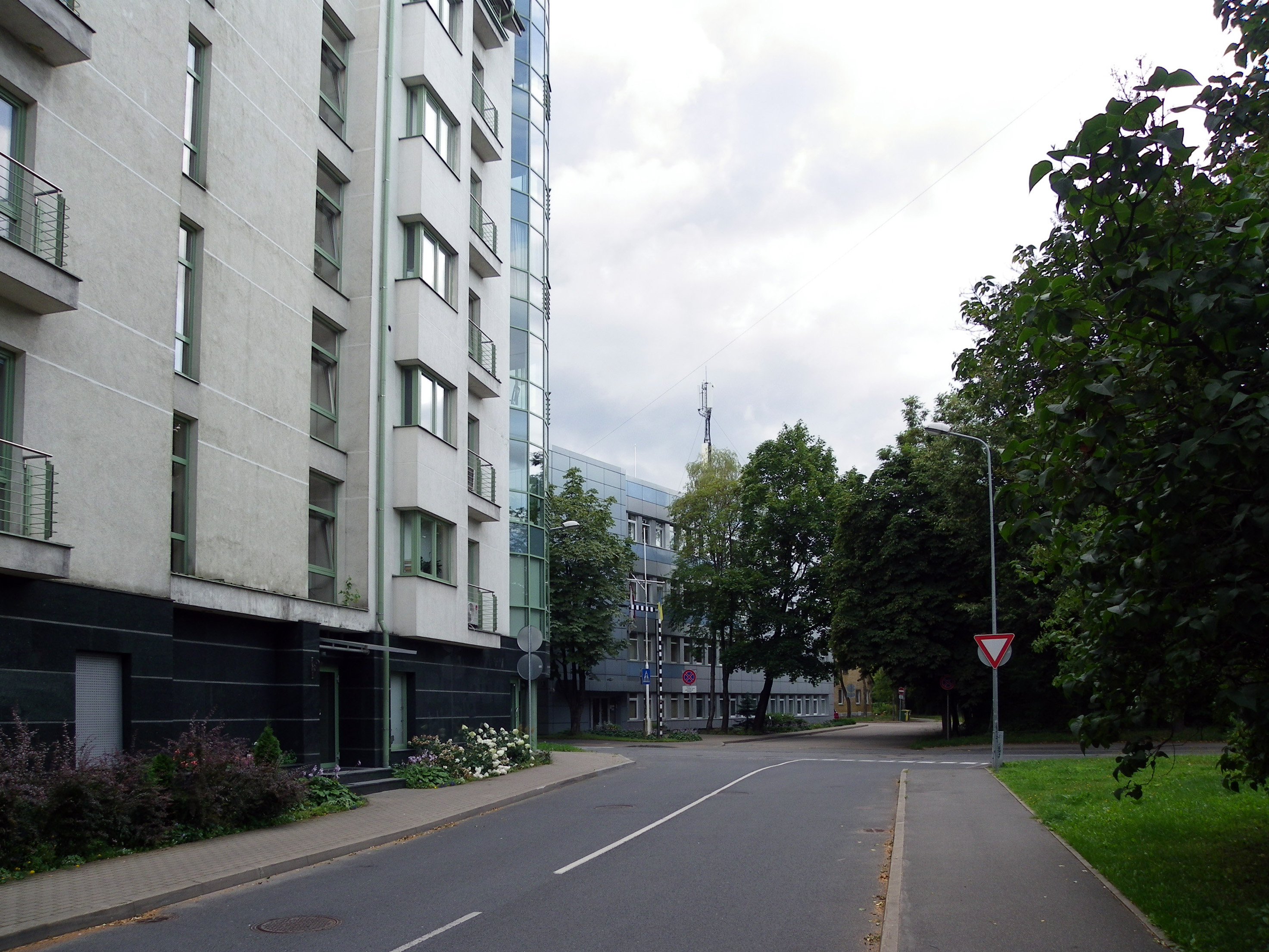
Перекрёсток с ул. Триядибас